# Bokor Péter
Bokor Péter (Pécs, 1924. szeptember 19. – Budapest, 2014. október 7.) magyar filmrendező, író, történész, dramaturg.

## Családja
Szülei Bokor Ferenc és Springárn Erzsébet voltak. Édesanyja Auschwitzban, testvére a Don-kanyarnál hunyt el. 1947-ben vette feleségül az özvegy Szegő Hannát, aki két lányt szült (Klára és Judit) 1945-ben és 1949-ben.

## Élete és munkássága
Kaposváron nőtt fel, és itt is érettségizett. A nyilasok elől bujkálni kényszerült, de azok elkapták. Szökés közben balesetet szenvedett, így Schwerin város kórházába került. 1946-ban tért haza, s gyógyszerésznek tanult, apja hivatását követve. 1947–1958 között szinkrondramaturg volt különböző filmvállalatoknál, majd a Pannónia Filmstúdiónál. 1958-tól dokumentumfilmeket írt és rendezett. 1963-tól a Magyar Televízió munkatársa volt. 1972–1973 között a Híradó és Dokumentumfilm Stúdió vezetője volt. 1972–1986 között rendező volt a Mafilm státuszában. 1986-ban nyugdíjba vonult. 1988-ban Hanák Gáborral megalapította az Országos Széchényi Könyvtár videótárát. 1990-től a Páneurópa Unió magyar egyesületének választmányi tagja volt.

## Filmjei
- Az első év első napja
- Elloptak egy Nobel-díjat
- Három férfi a kútnál
- Párbeszéd egy boldog asszonnyal
- Demény Pál élete
- Szívélyes üdvözlet (1959)
- Boszorkánykonyha (1959)
- Halálkanyar (1961)
- Éjszakára hajnal (1964)
- Századunk (1965–1989, 1999-)
- A frankhamisítás (1971)
- Királygyilkosság (1984)
- Isten akaratából (1988)
- Századunk tanúja: Habsburg Ottó (1990)
- Két születésnap (1992)
- Jubileumok (1992)
- A Bujdosó - egy év Bethlen István életéből (1994)
- Nehéz föld (1998)
- Egy polgárkirályfi vallomásai (2004)
- Egy naiv ember bársonyszékben (2005)
- Egy temetés háttere (2006)
- A nemesség kötelez (2006)
- A Blokád (2009)

## Művei
- Bokor Péter–Teknős Péter: Felfedezők és hódítók; Móra, Bp., 1961 (Búvár könyvek)
- Századunk képei (1968)
- Edzés verseny nélkül; Táncsics, Bp., 1979 (A mi világunk)
- Végjáték a Duna mentén. Interjúk egy filmsorozathoz; fotó Molnár Miklós; RTV-Minerva–Kossuth, Bp., 1982
- Zsákutca. A Századunk sorozat interjúi; RTV-Minerva, Bp., 1985
- Mengele doktor nyomában (1987)
- Isten akaratából ... Találkozások dr. Habsburg Ottóval. Képek és dokumentumok a családi albumból; interjú Bokor Péter, Hanák Gábor; Corvina, Bp., 1991
- Egy év Habsburg Ottóval. Beszélgetések / Romsics Ignác: Szemben az árral. Esszé; Paginarum, Bp., 1999
- Az Ékszerész, a Szőke és a Sánta. Egy német történet; Noran Libro, Bp., 2010

## Díjai,elismerései
- Balázs Béla-díj (1964)
- SZOT-díj (1969)
- Érdemes művész (1974)
- Kiváló művész (1985)
- A történelemtudományok kandidátusa (1988)
- A Magyar Köztársasági Érdemrend kiskeresztje (1994)
- A filmszemle életműdíja (2005)
- Akadémiai Újságírói Díj (2005)
- A Magyar Köztársasági Érdemrend lovagkeresztje (2005)